# NGC 3319
NGC 3319 este o galaxie seyfert situată în constelația Ursa Mare. A fost descoperită în 3 februarie 1788 de către William Herschel. Se află la o distanță de 13,06 megaparseci de Pământ.